# Agniolophia trivittata
Agniolophia trivittata är en skalbaggsart som beskrevs av Stefan von Breuning 1938. Agniolophia trivittata ingår i släktet Agniolophia och familjen långhorningar. Inga underarter finns listade i Catalogue of Life.